# تترافنیل‌بورات
تترافنیل‌بورات (به انگلیسی: Tetraphenylborate) یک ترکیب شیمیایی با شناسه پاب‌کم ۸۹۳۴ است.